# کولیر (کانزاس)
کولیر (به انگلیسی: Collyer) شهری در ایالت کانزاس کشور ایالات متحده آمریکا است که جمعیت آن در سرشماری سال ۲۰۱۰ میلادی، ۱۰۹ نفر بوده‌است.